# Petit Príncep (L'Escala)
El Petit Príncep és un conjunt d'escultures situades al costat de la platja de Riells de l'Escala (Alt Empordà), dedicades al Petit Príncep, novel·la d'Antoine de Saint-Exupéry. La idea sorgí de l'arquitecte Alfred Fernàndez de la Reguera, director de la urbanització de Riells el 1992, quan passejava amb la seva filla per la platja, en veure una antiga paret de vinya, ella li va dir que semblava la paret on el Petit Príncep s'acomiada de la serp. L'estiu de 1998 es va inaugurar el passeig del Petit Príncep, al costat de la platja de Riells, que uneix els diferents elements escultòrics: a l'extrem nord de la platja hi ha l'escultura del Petit Príncep assegut sobre un mur de pedra, amb la serp a la banda de mar; a pocs metres, sobre les escales de la plaça de l'Univers, hi ha l'escultura de la guineu i les palmeres formen les constel·lacions de l'Ossa Major, Cassiopea i Àries; a l'extrem sud, a terra, hi ha una placa de bronze amb el plànol de situació, la rosa, els volcans (pedra volcànica) i un bellaombra que representa el baobab. Per tal de descobrir a tots els personatges i referències a aquest conte, periòdicament s'organitza la ruta guiada d'El Petit Príncep.